# Bericht aus Bonn
Der Bericht aus Bonn war ein Fernsehmagazin des Ersten Deutschen Fernsehens zum aktuellen politischen Geschehen. Seit dem 5. April 1963 wurde die Sendung 36 Jahre lang jeweils freitags ausgestrahlt. Der Nachfolger dieser Sendung ist der Bericht aus Berlin.
Produziert wurde die Sendung vom Westdeutschen Rundfunk im Studio Bonn. Bereits die erste Sendung erlangte historische Bedeutung: Darin erklärte der damalige Bundeskanzler Konrad Adenauer: „Ich gehe im Herbst“.
Das Magazin war in den letzten Jahrzehnten in die Tagesthemen eingebettet, die freitags den Titel Die Tagesthemen mit dem Bericht aus Bonn führten. Um den Nachrichtenblock der Tagesthemen live einzuspielen, wurde von Bonn aus zum Tagesthemen-Studio nach Hamburg umgeschaltet und dann wieder zurück.

## Moderatoren
- 1963–1964: Ernst Weisenfeld
- 1964–1965: Helmut Hammerschmidt
- 1965–1969: Günter Müggenburg
- 1970–1973: Gerd Ruge
- 1973–1985: Friedrich Nowottny
- 1985–1995: Ernst Dieter Lueg
- 1995–1999: Martin Schulze